# Sara Papi
Sara Papi (Urbino, 5 agosto 1980) è un'ex ginnasta italiana.

## Biografia
Nata nel 1980 a Urbino, a 15 anni ha partecipato ai Giochi olimpici di Atlanta 1996, nel concorso a squadre insieme a Bocchini, Marino, Pinciroli, Rovetta e Tinti, arrivando 7ª nelle qualificazioni con 38.016 punti (19.283 con i 5 cerchi e 18.733 con le 3 palle e 2 funi), non riuscendo ad accedere alla finale a 6.